# Hanneles Himmelfahrt (film 1934)
Hanneles Himmelfahrt è un film del 1934 diretto da Thea von Harbou. La sceneggiatura, firmata dalla stessa regista ed adattata per lo schermo da Elsie Fuller, si basa sul lavoro teatrale omonimo del 1893 di Gerhart Hauptmann.

## Produzione
Il film fu prodotto dalla Aafa-Film AG

## Distribuzione
Fu distribuito nelle sale cinematografiche tedesche il 13 aprile 1934 presentato probabilmente all'U.T. Kurfürstendamm.